# 臺灣路竹醫療和平會
臺灣路竹醫療和平會（英語：Taiwan Root Medical Peace Corps），簡稱：臺灣路竹會、路竹會、TRMPC，是在臺灣發起醫療志願服務的社會團體，為非宗教性、非營利性之民間非政府組織。路竹會每月定期帶領醫護人員、志工於臺灣偏遠山區的原住民部落實施義診，每年也有2至6次前往急需醫療的第三世界國家義診的長期援助活動。目前路竹會的主要服務項目在醫療義診、人文與生態環境關懷、部落孩童陪伴閱讀，但只要是社會有不公平的現象，都願盡棉薄之力，替需要的人服務。sb

## 組織源起
一位在新北市新店區開業行醫的劉啟群牙醫師在1995年成立「路竹會」並擔任會長，開始號召醫護人員及志工組成醫療團隊，前往臺灣偏遠山區缺乏醫療資源的原住民部落義診。
路竹會的成立與宗教無關，其會址也不在高雄市路竹區，取名「路竹」的主要原因為在前往臺灣山區義診的路上常會有竹林，同時引申其路途不斷，竹謙有節的意義。英文名「Taiwan Root」除音似中文名外，並象徵醫療服務以臺灣為根，從臺灣出發。
路竹會的會徽以甲骨文的「竹」字為基本造型，和紅十字相融合，同時以紅色為主色，象徵熱血與大愛，無限燃燒完全奉獻
。

## 歷史
路竹會初期以到臺灣偏遠山區的原住民部落義診為主，第一次義診的地方為新竹縣尖石鄉的鎮西堡與新光部落。1999年開始海外義診，第一個義診的地方為北馬其頓科索沃難民營。之後陸續前往非洲的賴比瑞亞、史瓦濟蘭、馬達加斯加，亞洲的印度、克什米爾、斯里蘭卡、印尼地震災區、菲律賓、蒙古、中亞，南美洲的玻利維亞、巴拉圭、祕魯、亞馬遜河流域以及大洋洲的諾魯、中美洲海地、多明尼加、瓜地馬拉、貝里斯等地義診。
2003年開始，路竹會邀請臺灣學者到非洲迦納及奈及利亞學術講學。
2004年起與中華至善協會、知風草文教協會、伊甸基金會、羅慧夫顱顏基金會等臺灣援外團體組織合組「台灣援外組織聯誼會」聯合服務行動，陸續前住越南、多明尼加、柬埔寨等國家服務。
2005年初也前往緊急救援甫遭2004年印度洋大地震所引發的南亞大海嘯侵襲的斯里蘭卡。
2006年組成醫療學者團包含前行政院衛生署署長塗醒哲等十人，前往非洲迦納、烏干達及肯亞三國的大學、醫學院，交流愛滋病防治經驗、指導疾病感染控制技術、交流牙醫臨床技術。同年，也援助東非索馬利蘭醫療訓練，組成外科手術醫療示範團，除了在醫院學術與臨床交流外，也派遣護理師在索馬利蘭常駐。在國家衛生醫院（Hargeisa Group Hospital）、伊坦雅旦婦產醫院（Edna Adan Maternity Hospital）協助培訓護理人員。
2007年 國外義診延伸觸角，除了東非索馬利蘭的義診也前往蒙古國烏蘭巴托 6月持續援助蒙古、8月援助海地、多明尼加、10月援助菲律賓、12月前往印度佛教聖地菩提迦耶義診。
2008年 路竹會義診以電子病歷掛號、看診、檢驗、拿藥，全面e 化 。
2009年 路竹會與台北醫學大學合作，推動非洲肯亞醫學生來台研習。
2010年 海地發生強烈地震，路竹會1月19日前往醫援，隨後，2月前往甘比亞義診 。
2012年 路竹會長期深入山區，早期10餘年前即進行部落田野調查、疾病研究、學術訪談，為讓團隊更關懷環生態環境，決定長期投入原住民部落的人文與生態與產業、田野調查。路竹會恢復田野調查團，「關懷健康，也要關懷大地環境」，透過各種實地參與的經歷與過程，取得第一手原始資料。
2014年 路竹會田調從中發掘問題，經由社工與醫療人員居家訪視與關懷，連結社會各界與政府資源，讓住民受到更實質幫助，甚至探討議題，促使政府重視。本年11月也開啟「陪伴閱讀」計畫，希望透過原住民偏鄉的陪伴學童，開啟其閱讀興趣，打開另一道希望之窗。
2015年 路竹會2月第303梯次前往非洲聖多美義診，第306梯次為5月前往尼泊爾為強震重災區居民，提供醫療人道救援服務。

## 現況
路竹會以組成醫療服務團，透過義診、衛生教育、物資援助等方式，在國內外醫療資源不足地區提供醫療援助。2006年曾獲得第十六屆醫療奉獻獎。同年在美國成立分會，未來可能如同無國界醫生成為國際非政府組織（INGO）。
路竹會也加入非政府組織協會（CONGO），並具有投票權。將參與國際性組織合作，共同執行健康、醫療等國際組織計畫。
2007年十月，路竹會與日本PWJ（Peace Winds Japan）共同創立全球性聯盟， 路竹會長劉啟群與PWJ執行長大西健丞先生共同簽署聯盟備忘錄。 這是台灣的非政府組織（ NGO ）走出國際的創舉，以期在救濟貧困與人道救援發揮全球性的力量，並在國際論壇及機構擴大影響力。 
2015年 台灣路竹會3月17日在外交部NGO事務會，與亞洲醫師協會（AMDA）會長菅波茂（SUGANAMI），一起簽署合作備忘錄，將來在國際天然災害緊急救援，或需人道醫療援助時，路竹會醫療團將與亞洲醫師協會成員，合作救災。路竹會亞洲醫師協會簽署合作備忘錄，雙方結盟可以 擴大服務的深度與廣度 ， 深入服務的觸角與地區， 充分結合教育、醫療、照顧、等資源，讓照顧層面更周延。
。

## 國內義診
路竹會始終相信，奉獻所能，是人生最美的祝福。健康是普世價值，不分貴賤的權利。醫生不是上帝，無法決定生命的長度，卻因所有醫療、車隊、後勤、廚房等志工聚在一起，改變生命的寬度。國內義診由路竹會提供醫療器材、伙食，加上臺灣各地志願服務的醫護人員、廚師、志工以及路竹車隊提供越野車輛與駕駛志工組成移動醫療團。
依照每半年巡迴一次的行程分批走遍全臺各偏遠山區部落義診。每次行程為2至3日。所有成員利用假期，提供免費的義務醫療服務。服務內容除診治外，也提供衛生教育以及營養品、衛生器材、需求物品、陪伴閱讀、社區居家關懷、用藥諮詢與宣導。此外，也與學術研究單位合作一齊上山作各類型研究調查，一般以原住民疫病調查為主。
在國內義診的同時，路竹會也進行田野調查，關於民住民文化、生態、人文、地景、藝術、車隊等資訊「國內義診是我們的根，國外救援是力量的延伸，如果說我們踏實的做，每年都會有田野調查成果，但絕對不要迷失在這個掌聲裏面。」，路竹會會長劉啟群這樣說。「義診；或許能從活動中得到快樂，但不會因此變偉大。這些榮耀都歸於所有工作夥伴，因為有了所有人的支援與參與，才成就了路竹會。」
愛，就是在別人的需要上，看見自己的責任。克難的住宿環境，惡劣的路況，讓志工受到考驗與印象深刻，但刻苦的環境也是國外義診的培訓基地，資深志工帶領新近志工與醫學與醫療科系大學生參與，也是承傳人文關懷的理念。志工參與「工作假期」公益活動，埋下的種子，日後在各領域發光發熱。志工們堅信，蜿蜒險路的盡頭，一定有最需要幫助的人；犧牲幾天的假期，卻從病患的感謝與微笑中，尋回心底的富足快樂。
。

### 義診部落列表
以下列出路竹會曾經義診過的臺灣原住民部落：
| 縣市   | 鄉鎮市   | 部落（村）                                                                       | 備註 |
| 桃園市 | 復興區   | 雪霧鬧、下逵輝                                                                   | -    |
| 新竹縣 | 尖石鄉   | 養老、新光、鎮西堡、石磊、玉峰、錦路、宇抬、馬美、 司馬庫斯、泰崗、下馬美、梅花  | -    |
| 新竹縣 | 五峰鄉   | 竹林                                                                             | -    |
| 苗栗縣 | 泰安鄉   | 天狗、大安、象鼻、蘇魯、雪山坑、中興、桃山                                       | -    |
| 台中市 | 和平區   | 環山                                                                             | -    |
| 南投縣 | 仁愛鄉   | 萬豐、紅香、瑞岩、新望洋、合作、親愛、平靜、馬力觀、武界、松林、翠巒             | -    |
| 嘉義縣 | 阿里山鄉 | 新美、特富野、里佳、山美、豐山、茶山、來吉、達邦、【番路鄉】草山、【梅山鄉】太和 | -    |
| 高雄市 | 茂林區   | 寶山、多納、萬山                                                                 | -    |
| 高雄市 | 桃源區   | 梅山、二集團                                                                     | -    |
| 屏東縣 | 泰武鄉   | 泰武                                                                             | -    |
| 屏東縣 | 來義鄉   | 大後、【春日鄉】士文、                                                           | -    |
| 屏東縣 | 三地門鄉 | 大社、【牡丹鄉】高士、中間路（中興）、                                           | -    |
| 屏東縣 | 霧台鄉   | 佳暮、大武、阿禮                                                                 | -    |
| 屏東縣 | 瑪家鄉   | 瑪家                                                                             | -    |
| 花蓮縣 | 瑞穗鄉   | 奇美                                                                             | -    |
| 花蓮縣 | 富里鄉   | 永豐                                                                             | -    |
| 台東縣 | 長濱鄉   | 南溪                                                                             | -    |
| 台東縣 | 東河鄉   | 尚德                                                                             | -    |
| 台東縣 | 金峰鄉   | 歷坵、多良                                                                       | -    |
| 台東縣 | 大武鄉   | 加羅板、愛國埔、【達仁鄉】新化、台坂、土坂                                       | -    |
| 台東縣 | 延平鄉   | 紅葉、鸞山                                                                       | -    |
| 台東縣 | 海端鄉   | 利稻、霧鹿、新武                                                                 | -    |

## 國外義診
會長劉啟群的理念是「台灣以前接受別人幫助，現在我們有能力，是該幫助人家了。」國外義診地區，由劉啟群先行前往探路了解醫療需求後，再由臺灣有義診經驗的醫護人員組成醫療團，加上路竹會自身的醫療器材及各界捐助醫療物資前往受助國5天至半個月實施長期巡迴義診。也與學術研究單位合作研究受助國當地流行疫病，如瘧疾、愛滋病等。此外，近期也提供當地人員教育訓練，讓醫療服務延續不間斷。
1998年中，基於醫療無國界及人道關懷的理念，開始籌畫到國外幫助急需醫療的開發中國家，並且在地震、颱風、海嘯等各種重大災難時，給予緊急救援與醫療服務，展現醫療無國界的精神。期待點滴拋磚引玉的服務中，實踐人道救援的願景。
在諸多的國際人道救援行動中，台灣醫療團隊深入災區，路竹會的機動性很高，在災害發生短短一星期內，召集專業醫療人員與志工，帶著醫療器材前往救助。發揮人飢己飢精神，成功救助了不少極弱勢病患。甚至在2005年4月的尼泊爾地震災情慘重，路竹會也發起義診活動，深入加德滿都以外的重災區。
成立24年來，足跡遍佈全球48幾個國家。哪裡有需要，路竹會就到哪裡去，路竹會目前是國內第一個，也是唯一以台灣名義加入與聯合國具有諮詢地位CONGO INGOs的國內非政府組織。在2009年11月，前往菲律賓接受由菲律賓古西和平奬基金會，所頒發的2009年古西和平奬(Gusi Peace Prize Award)，此奬項被稱為亞洲的等效諾貝爾和平獎，可說是真正的台灣之光。
。

### 義診國家或地區列表
以下列出路竹會曾經義診過的國家或地區：
| 洲別     | 國家或地區 | 備註 |
| 歐洲     | 北馬其頓 | -    |
| 亞洲     | 印度（印屬克什米爾、印北達蘭薩拉及拉達克西藏難民營）、斯里蘭卡、印尼蘇門達臘災區、菲律賓、蒙古、巴基斯坦、柬埔寨、寮國、中國大陸、泰國、緬甸、尼泊爾（2015） | -    |
| 非洲     | 賴比瑞亞、史瓦濟蘭、馬達加斯加、塞內加爾、馬拉威、索馬利蘭、甘比亞、南非、肯亞、聖多美普林西比（2015）、奈及利亞、烏干達、查德                               | -    |
| 中南美洲 | 玻利維亞、海地、多明尼加、巴拉圭、祕魯、厄瓜多、宏都拉斯、尼加拉瓜、巴拿馬、巴西亞馬遜河流域、聖克里斯多福、薩爾瓦多                                         | -    |
| 大洋洲   | 諾魯、索羅門群島、馬紹爾群島 | -    |
| 中東     | 約旦巴勒斯坦難民營 | -    |

## 發行會刊
- 路竹會雙語會刊

## 上班時間
- 週一至週五 9am-6pm

## 交通

### 開車
- 北二高＼新店交流道下＼中興路三段＼民權路＼中正路（右轉）＼右轉四維巷直走到底
- 台北市環河快速道路＼走到底＼接中正路＼穿越復興路＼第一個紅綠燈左轉四維巷到底
- 台北縣新莊、板橋、中和：東西向64號快速道路＼秀朗橋＼右轉中正路＼左轉四維巷直走到底
- 台北市羅斯福路＼新北市新店區北新路＼民權路＼中正路（右轉）＼四維巷直走到底
- 台北市景美景文街＼新北巿新店區復興路-->（左轉）中正路-->第二個紅綠燈（左轉）四維巷

### 捷運
- 新店線大坪林站(１號出口 ：同仁醫院（北新路西側、民權路口） )-->（選下列方案）
  - 步行約20分鐘，民權路往中正路走到底-->右轉中正路-->四維巷-->遠東工業區-->過圓環直走到底-->8弄1號5樓
  - 轉搭下列公車路線至慈濟醫院、莊敬中學、遠東工業城

### 公車
- 綠2，綠5，綠6，綠8，673，918，905，906，909，290

## 外部連結
- （中文）（英文）台灣路竹醫療和平會 （页面存档备份，存于）
- 美國路竹會 （页面存档备份，存于）
- TRMPC 台灣路竹醫療和平會的Facebook專頁粉絲